# 第78屆坎城影展
第78屆坎城影展於2025年5月13日至5月24日在法國坎城節慶宮舉辦。評審團主席由法國演員茱麗葉·畢諾許擔任。法國導演艾蜜莉·博寧執導的《起程之日》被選為開幕片。

## 評審團

### 正式競賽[5]
- 茱麗葉·畢諾許：演員。（評審團主席）
- 荷莉·貝瑞：演員。
- 帕亞爾·卡帕迪亞：導演、編劇。
- 艾芭·羅爾瓦雀：演員。
- ／ 萊拉·斯利馬尼（法语：Leïla Slimani）：作家。
- 狄爾多尼·哈馬迪（法语：Dieudonné Hamadi）：導演。
- 洪常秀：導演、編劇。
- 卡洛斯·雷加達斯：導演、編劇、監製。
- 傑瑞米·史壯：演員。

### 一種注目[6]
- 莫莉·曼寧·沃克（英语：Molly Manning Walker）：導演、編劇、攝影指導。（評審團主席）
- ／ 路易絲·庫爾瓦塞爾（法语：Louise Courvoisier）：導演、編劇。
- 瓦尼亞·卡盧德耶爾契奇：鹿特丹影展總監。
- 羅貝托·米勒維尼（意大利语：Roberto Minervini (regista)）：導演、監製、編劇。
- 納韋爾·培瑞茲·比斯卡亞：演員。

### 金攝影機獎[7]
- 阿莉切·罗尔瓦赫尔：導演。（評審團主席）
- ／ 哈希德·阿米（法语：Rachid Hami）：導演、演員。
- 弗雷德里克·梅西耶：影評人。
- 潔哈汀·娜卡契（法语：Géraldine Nakache）：演員。
- 托馬斯·維加洛：黑光公司執行長。

### 短片競賽／電影基石[8]
- 瑪倫·艾德：導演、監製。（評審團主席）
- 雷納爾多·馬庫斯·格林（英语：Reinaldo Marcus Green）：導演、編劇、監製。
- 卡麥莉亞·裘丹娜（法语：Camélia Jordana）：歌手、演員。
- 荷西·瑪麗亞·普拉多·加西亞（西班牙语：José María Prado Garcia）：監製、攝影、西班牙電影資料館（西班牙语：Filmoteca Española）館長。
- 內博伊薩·斯利耶普切維奇：導演、編劇。

### 沉浸式競賽[9]
- 呂克·賈蓋（法语：Luc Jacquet）：導演。（評審團主席）
- 蘿瑞·安德森（英语：Laurie Anderson）：藝術家、導演、作家。
- 塔妮亞·德·蒙泰涅（法语：Tania de Montaigne）：作家、口譯。
- 瑪莎·范恩斯（英语：Martha Fiennes）：導演、編劇、藝術家。
- 水口哲也：遊戲製作人。

### 獨立評審團

#### 國際影評人週[10]
- 羅德里哥·索羅格耶（西班牙语：Rodrigo Sorogoyen）：導演、編劇。（評審團主席）
- 吉翰·波琳（阿拉伯语：جيهان بوغرين）：記者。
- 荷賽·德賽斯（法语：Josée Deshaies）：攝影指導。
- 尤利婭·埃維娜·巴拉：監製。
- 丹尼爾·卡盧亞：演員。

#### 金眼睛獎[11]
- 茱莉·嘉葉：演員、監製。（評審團主席）
- 卡門·卡斯蒂略·埃切維里亞（西班牙语：Carmen Castillo (cineasta)）：導演。
- 茱麗葉·雷瑙德（法语：Juliette Renaud）：監製。
- 佛雷德利·麥爾（法语：Frédéric Maire）：瑞士電影資料館（法语：Cinémathèque suisse）館長。
- ／ 馬克·金戈（法语：Marc Zinga）：演員。

#### 酷兒棕櫚獎[12]
- 克里斯多福·歐諾黑：導演、編劇。（評審團主席）
- 萊奧妮·佩爾內（法语：Léonie Pernet）：配樂、歌手。
- 馬塞洛·卡塔諾：導演。
- 法麗達·巴達莫西：策展人。
- 蒂梅·佐佩：演員。

## 官方單元

### 正式競賽
以下電影被選定為競賽片，並依首映日期排序，可角逐最高榮譽金棕櫚獎：
| 中文片名           | 原文片名               | 導演                 | 製作國                                            |
| ------------------ | ---------------------- | -------------------- | ------------------------------------------------- |
| 《望向太陽》       | In die Sonne schauen   | 瑪莎·席林斯基        | 德国                                              |
| 《國家公訴人》     | Два прокурора          | 瑟蓋·洛茲尼察        | 法國、 德国、 荷蘭、 拉脫維亞、 羅馬尼亞、 立陶宛 |
| 《137號案件》      | Dossier 137            | 多明尼克·莫勒        | 法國                                              |
| 《穿越地獄之門》   | Sirat                  | 奧利佛·勒賽          | 西班牙、 法國                                     |
| 《最小的女兒》‡    | La Petite Dernière     | 阿弗西娅·埃尔齐      | 法國、 德国                                       |
| 《愛丁頓》         | Eddington              | 艾瑞·艾斯特          | 美国                                              |
| 《雷諾瓦》         | ルノワール             | 早川千繪             | 日本、 法國、 新加坡、 菲律賓                     |
| 《新浪潮》         | Nouvelle Vague         | 李察·林克雷特        | 法國                                              |
| 《去死吧，我的爱》 | Die, My Love           | 琳恩·倫賽            | 加拿大                                            |
| 《秘密特工》       | O Agente Secreto       | 克雷伯·曼東沙·費侯   | 巴西、 法國、 荷蘭、 德国                         |
| 《腓尼基計劃》     | The Phoenician Scheme  | 魏斯·安德森          | 美国、 德国                                       |
| 《共和之鷹》       | Eagles of the Republic | 塔利克·薩勒赫        | 瑞典、 法國                                       |
| 《阿尔法》‡        | Alpha                  | 茱莉亞·迪古何諾      | 法國、 比利时                                     |
| 《只是一場意外》   | یک تصادف ساده          | 賈法·潘納西          | 伊朗、 法國、 盧森堡                              |
| 《外面》           | Fuori                  | 馬利歐·馬爾多那      | 義大利、 法國                                     |
| 《朝聖》           | Romería                | 卡拉·西蒙            | 西班牙、 德国                                     |
| 《時光留聲》‡      | The History of Sound   | 奧利維·赫爾曼紐斯    | 美国                                              |
| 《情感的價值》     | Affeksjonsverdi        | 尤沃金·提爾          | 挪威、 法國、 丹麦、 德国                         |
| 《母親和孩子》     | زن و بچه               | 薩伊德·盧斯塔伊      | 伊朗、 法國                                       |
| 《狂野時代》       | 《狂野時代》           | 畢贛                 | 中国、 法國                                       |
| 《年轻母亲之家》   | Jeunes Mères           | 尚-皮耶·達頓 盧·達頓 | 比利时、 法國                                     |
| 《主謀》           | The Mastermind         | 凱莉·萊卡特          | 美国                                              |

‡ 表示為LGBT題材電影，可角逐酷兒棕櫚獎。

### 一種注目
以下電影入選為一種注目，並依首映日期排序，可角逐該單元最高榮譽最佳影片獎：
| 中文片名                   | 原文片名                          | 導演                                | 製作國                                  |
| -------------------------- | --------------------------------- | ----------------------------------- | --------------------------------------- |
| 《給她一片天空》（開幕片） | Promis le ciel                    | 埃利奇·謝希里                       | 突尼西亞、 法國、                       |
| 《群山淡影》               | 遠い山なみの光                    | 石川慶                              | 日本、 英国、 波蘭                      |
| 《佛朗明哥的神秘眼神》*‡   | La misteriosa mirada del flamenco | 迪亞哥·塞斯佩德斯                   | 智利、 法國、 德国、 西班牙、 比利时    |
| 《瘟疫》*                  | The Plague                        | 查利·波林傑                         | 羅馬尼亞、 美国                         |
| 《大拱門的秘密》           | L'inconnu de la grande arche      | 史蒂芬·德穆斯提耶                   | 法國、 丹麦                             |
| 《水之年代》*              | The Chronology of Water           | 克莉絲汀·史都華                     | 美国、 法國、 拉脫維亞                  |
| 《街頭頑童》*              | Urchin                            | 哈里斯·迪金森                       | 英国                                    |
| 《笑刃荒途》‡              | O Riso e a Faca                   | 佩德羅·皮尼奧                       | 葡萄牙、 法國、 巴西、 羅馬尼亞         |
| 《後座》*‡                 | Pillion                           | 哈利·萊頓                           | 英国                                    |
| 《父影之下》*              | My Father's Shadow                | 阿基諾拉·戴維斯                     | 英国、 奈及利亞                         |
| 《加薩往事》               | Once Upon a Time in Gaza          | 阿拉伯·納賽爾 泰山·納賽爾           | 巴勒斯坦、 法國、 德国、 葡萄牙         |
| 《隕石》                   | Météors                           | 休伯特·沙魯埃爾                     | 法國                                    |
| 《詩人》                   | Un Poeta                          | 西門·梅薩·索托                      | 哥伦比亚、 德国、 瑞典                  |
| 《折翼囚籠》*              | عائشة لم تعد قادرة على الطيران    | 莫拉德·穆斯塔法                     | 埃及、 苏丹、 突尼西亞、 沙烏地阿拉伯、 |
| 《了不起的伊莉诺》*        | Eleanor the Great                 | 史嘉蕾·喬韓森                       | 美国                                    |
| 《柔情摯我》‡              | Love Me Tender                    | 安娜·卡澤納夫·坎貝特                | 法國                                    |
| 《歸途》                   | Homebound                         | 尼爾拉·黑旺                         | 印度                                    |
| 《平原上的迷途》           | Le città di pianura               | 弗朗西斯科·索賽                     | 義大利、 德国                           |
| 《正面還是反面？》         | Testa o croce?                    | 馬泰奧·佐皮斯 阿勒西奧·瑞戈·德·瑞吉 | 義大利、 美国                           |
| 《旅行拖車》*              | Karavan                           | 祖札娜·基爾什內羅娃                 | 捷克、 斯洛伐克、 義大利                |

* 表示為導演的首部長片，可角逐金攝影機獎。
‡ 表示為LGBT題材電影，可角逐酷兒棕櫚獎。

### 短片競賽
在4,781部提交影片中，以下短片被選定為競賽片，可角逐短片金棕櫚獎：
| 中文片名                   | 原文片名                     | 導演                             | 製作國                 |
| -------------------------- | ---------------------------- | -------------------------------- | ---------------------- |
| 《愛的論據》               | Dispute en faveur de L'amour | 蓋布爾·埃布朗茲                  | 法國                   |
| 《阿里》                   | Ali                          | 阿德南·阿爾·拉吉夫               | 、 菲律賓              |
| 《我很高興你現在已經死了》 | I'm Glad You're Dead Now     | 塔菲克·伯罕                      | 巴勒斯坦、 法國、 希腊 |
| 《阿加比托》               | Agapito                      | 阿文·貝拉米諾 凱拉·丹妮爾·羅梅羅 | 菲律賓                 |
| 《水之女》                 | Fille de l'Eau               | 桑德拉·德斯馬齊埃                | 法國                   |
| 《超敏》                   | Hypersensible                | 馬丁娜·弗魯瓦薩爾                | 加拿大                 |
| 《女士們》                 | Dammen                       | 格雷戈爾·葛瑞斯林                | 法國                   |
| 《奇觀》                   | The Spectacle                | 巴林特·肯耶雷斯                  | 匈牙利、 法國          |
| 《女孩》                   | 《女孩》                     | 羅兆光 廖書涵                    | 中国                   |
| 《蜥蜴的孤獨》             | A Solidão dos Lagartos       | 伊內斯·努涅斯                    | 葡萄牙、 西班牙        |
| 《禿鷹》                   | Aasvoëls                     | 迪安·韋斯                        | 南非、 法國            |

### 電影基石
以下16部（13部實景真人短片和3部動畫短片）參賽作品從全球各地電影學院提交的2,700部作品中選出。
| 中文片名                     | 原文片名                     | 導演                           | 國家或地區 | 備註                         |
| ---------------------------- | ---------------------------- | ------------------------------ | ---------- | ---------------------------- |
| 《內心之鳥》                 | O Pássaro de Dentro          | 勞拉·阿納霍里                  | 葡萄牙     | 葡萄牙天主教大學藝術學院     |
| 《為巫為醫》                 | Per Bruixa i Metzinera       | 馬克·卡馬登斯                  | 西班牙     | 加泰隆尼亞高等影視與視聽學院 |
| 《三》                       | Tres                         | 胡安·伊格納西奧·塞瓦略斯       | 阿根廷     | 布宜諾斯艾利斯電影大學       |
| 《黯途》                     | Matalapaine                  | 赫爾米·唐納                    | 芬兰       | 阿爾托大學                   |
| 《碧墨》                     | Bimo                         | 奧姆尼亞·哈納德                | 法國       | 法國國立高等電影學院         |
| 《與我對話》‡                | Talk Me                      | 喬卡·漢納                      | 美国       | 紐約大學                     |
| 《初夏》                     | 첫여름                       | 許佳英                         |            | 韓國電影藝術學院             |
| 《或許在三月》               | Måske i Marts                | 米克爾·比約恩·凱勒特           | 丹麦       | 超16電影學校                 |
| 《三月凜冬》                 | Winter In March              | 娜塔莉亞·米爾佐揚              | 爱沙尼亚   | 愛沙尼亞美術學院             |
| 《我的祖母是一名跳傘運動員》 | My Grandmother Is a Skydiver | 波琳娜·皮杜布納                | 德国       | 巴伯爾斯貝格影視學院         |
| 《升旗手》                   | 《升旗手》                   | 瞿之正                         | 中国       | 北京電影學院                 |
| 《以太》                     | Ether                        | 維達·斯科克                    | 英国       | 英國國家電影電視學院         |
| 《餅乾和牛奶》               | Fursecuri si Lapte           | 安德烈·塔赫-科德里亞努         | 羅馬尼亞   | 羅馬尼亞國立戲劇與電影大學   |
| 《薑汁男孩》                 | ジンジャー・ボーイ           | 田中未來                       | 日本       | ENBU Seminar                 |
| 《泥偶》                     | A Doll Made Up of Clay       | 科科布·格布雷哈韋裡亞·特斯法伊 | 印度       | 薩亞吉·雷電影電視學院        |
| 《夢遊大陸》                 | Le Continent somnambule      | 朱爾斯·維西戈特-瓦爾           | 法國       | 法國國家影像與聲音高等學院   |

‡ 表示為LGBT題材電影，可角逐酷兒棕櫚獎。

### 沉浸式競賽
以下電影被選定為競賽片，可角逐最佳沉浸式作品獎：
| 中文片名           | 原文片名                 | 導演                                              | 製作國                 |
| 正式競賽           | 正式競賽                 | 正式競賽                                          | 正式競賽               |
| ------------------ | ------------------------ | ------------------------------------------------- | ---------------------- |
| 《超越鮮活的未知》 | Beyond The Vivid Unknown | 約翰·費茲傑羅 高佛雷·雷吉奧                       | 美国                   |
| 《風之子：拉帕》   | Fillos do Vento: A Rapa  | 布雷斯·雷瓦爾德里亞 瑪麗亞·費爾南達·奧多涅斯·莫拉 | 西班牙、 美国          |
| 《來自塵埃》       | From Dust                | 米歇爾·范德亞                                     | 荷蘭                   |
| 《在存在的當下》   | In the Current of Being  | 卡麥隆·科斯托普洛斯                               | 美国、 法國            |
| 《空白》           | Lacuna                   | 馬爾切·韋格丹 尼恩克·胡滕加-布羅倫                | 荷蘭                   |
| 《爆炸女孩VR》     | La fille qui explose VR  | 卡洛琳·波吉 喬納森·維內爾                         | 法國、 希腊            |
| 《玩偶之家》       | La Maison de Poupée      | 夏洛特·布魯諾 多米尼克·德賈丁斯                   | 盧森堡、 加拿大        |
| 《莉莉》           | Lili                     | 納維德·康薩里                                     | 美国、 英国、 法國     |
| 《計程車》         | Taxi                     | 亞米爾·羅德里格茲 麥可·阿科斯 史蒂芬·亨德森       | 英国                   |
| 非競賽             |                          |                                                   |                        |
| 《來我家》         | Chez moi                 | 維多利亞·雅庫博夫 佛雷德利·勒·盧埃                | 法國                   |
| 《開拓者》         | Trailblazer              | 艾洛伊斯·辛格                                     | 英国                   |
| 沉浸式焦點         |                          |                                                   |                        |
| 《這是我的心》     | Ceci est mon cœur        | 尼可拉·布萊斯 史蒂芬·許貝爾-布萊斯                | 盧森堡、 法國、 加拿大 |
| 《戰場》           | Champ de Bataille        | 弗朗索瓦·沃蒂爾                                   | 法國、 盧森堡、 比利时 |
| 《與靈魂一起漂浮》 | Floating with Spirits    | 胡安尼塔·翁薩加                                   | 比利时、 盧森堡、 荷蘭 |
| 《線迷宮》         | Ito Meikyu               | 波赫士·勒培                                       | 法國、 盧森堡          |
| 《奧托的星球》     | Oto's Planet             | 格維那·弗朗索瓦                                   | 盧森堡、 加拿大、 法國 |

### 非競賽片
以下電影被選為非競賽片：
| 中文片名                   | 原文片名                                  | 導演                | 製作國        |
| -------------------------- | ----------------------------------------- | ------------------- | ------------- |
| 《起程之日》（開幕片）*    | Partir un jour                            | 艾蜜莉·博寧         | 法國          |
| 《不可能的任務：最終清算》 | Mission: Impossible – The Final Reckoning | 克里斯多福·麥奎里   | 美国          |
| 《全球最富有的女人》‡      | La Femme la plus riche du monde           | 蒂埃里·克里法       | 法國、 比利时 |
| 《天國與地獄》             | Highest 2 Lowest                          | 史派克·李           | 美国          |
| 《私生活》                 | Vie privée                                | 蕾貝卡·斯洛托維斯基 | 法國          |
| 《從前的光景》             | La Venue de l'avenir                      | 塞德里·克柯拉皮許   | 法國          |
| 《13天13夜》               | 13 jours, 13 nuits                        | 馬丁·布爾布隆       | 法國          |
| 午夜單元                   |                                           |                     |               |
| 《達洛維》                 | Dalloway                                  | 雅恩·高蘭           | 法國          |
| 《風林火山》               | 《風林火山》                              | 麥浚龍              | 香港          |
| 《無人知曉》               | Le Roi Soleil                             | 文森·邁爾·卡多納    | 法國          |
| 《8號出口》                | 8番出口                                   | 川村元氣            | 日本          |
| 《親愛的，別！》           | Honey Don't!                              | 伊森·柯恩           | 美国          |

* 表示為導演的首部長片，可角逐金攝影機獎。
‡ 表示為LGBT題材電影，可角逐酷兒棕櫚獎。

### 坎城首映
以下電影被選為坎城首映：
| 中文片名                  | 原文片名                           | 導演                    | 製作國                    |
| ------------------------- | ---------------------------------- | ----------------------- | ------------------------- |
| 《阿姆魯姆》              | Amrum                              | 法提·阿金               | 德国                      |
| 《一種浪潮》‡             | La ola                             | 賽巴斯蒂安·雷里奧       | 智利                      |
| 《歐威爾：二加二等於五》Ⓓ | Orwell: 2+2=5                      | 拉烏爾·佩克             | 美国                      |
| 《留存的愛》              | Ástin sem eftir er                 | 西魯·帕瑪頌             | 冰島、 瑞典、 丹麦、 法國 |
| 《麥哲倫》                | Magalhães                          | 拉夫·狄亞茲             | 葡萄牙                    |
| 《分居》                  | Splitsville                        | 麥可·安傑洛·柯維諾      | 美国                      |
| 《魔鬼醫生的消失》        | Das Verschwinden des Josef Mengele | 基里爾·謝列布連尼科夫   | 德国、 法國               |
| 《康尼馬拉》              | Connemara                          | 艾歷克斯·魯茲           | 法國                      |
| 《我的兄弟》              | Ma Frère                           | 莉澤·阿科卡 羅曼·古雷特 | 法國                      |
| 《戀愛裁判》              |                                    | 深田晃司                | 日本                      |

Ⓓ 表示為紀錄片，可角逐金眼睛獎。
‡ 表示為LGBT題材電影，可角逐酷兒棕櫚獎。

### 特別展映
以下電影被選為特別展映：
| 中文片名                      | 原文片名                                 | 導演                 | 製作國                 |
| ----------------------------- | ---------------------------------------- | -------------------- | ---------------------- |
| 《誰在戰鬥中閃耀》*           | Qui brille au combat                     | 喬瑟芬妮·喬比        | 法國                   |
| 《彩虹》*                     | Arco                                     | 烏戈·比恩維努        | 法國                   |
| 《Bono：臣服之旅》Ⓓ           | Bono: Stories of Surrender               | 安德魯·多明尼克      | 美国、 義大利、 爱尔兰 |
| 《馬塞爾·帕尼奧爾的輝煌一生》 | Marcel et Monsieur Pagnol                | 西拉維·休曼          | 法國、 比利时、 盧森堡 |
| 《媽媽》*                     | Mama                                     | 奧爾·西奈            | 以色列、 波蘭、 義大利 |
| 《告訴他，我愛他》            | Dites-lui que je l'aime                  | 蘿曼妮·布寧格        | 法國                   |
| 《艾蜜莉與管子的形而上學》*   | Amélie et la Métaphysique des tubes      | 梅利斯·瓦利德 韓良疇 | 法國                   |
| 《六十億美元的男人》Ⓓ         | The Six Billion Dollar Man               | 尤金·賈瑞奇          | 美国                   |
| 《見熊見人》                  | L'Homme qui a vu l'ours qui a vu l'homme | 皮埃爾·里夏爾        | 法國                   |

* 表示為導演的首部長片，可角逐金攝影機獎。
Ⓓ 表示為紀錄片，可角逐金眼睛獎。

### 坎城經典
以下電影被選為坎城經典：
| 中文片名                     | 原文片名                            | 導演                          | 製作國                          |
| 經典單元                     | 經典單元                            | 經典單元                      | 經典單元                        |
| ---------------------------- | ----------------------------------- | ----------------------------- | ------------------------------- |
| 《淘金記》（1925年）         | The Gold Rush                       | 查理·卓別林                   | 美国                            |
| 《一一》（2000年）           | 《一一》（2000年）                  | 楊德昌                        | 臺灣、 日本                     |
| 《血濺紅谷》（1949年）       | Red Canyon                          | 喬治·謝爾曼                   | 美国                            |
| 《混戰紅番》（1950年）       | Comanche Territory                  | 喬治·謝爾曼                   | 美国                            |
| 《報酬》（1962年）           | La paga                             | 西羅·杜蘭                     | 哥伦比亚、 委內瑞拉             |
| 《賽義德·艾芬迪》（1955年）  | سعيد أفندي                          | 卡姆蘭·胡斯尼                 | 伊拉克                          |
| 《沉默的星辰》（1959年）     | Sterne Звезди                       | 康拉德·沃爾夫                 | 東德、 保加利亚                 |
| 《辣手神探》（1992年）       | 《辣手神探》（1992年）              | 吳宇森                        | 英屬香港                        |
| 《陽光情人》（1999年）       | Sunshine                            | 沙寶·伊斯特凡                 | 加拿大、 德国、 匈牙利、 奥地利 |
| 《女孩們》（1978年）         | ගැහැණු ළමයි                             | 蘇密特拉·派里斯               | 斯里蘭卡                        |
| 《董夫人》（1968年）         | 《董夫人》（1968年）                | 唐書璇                        | 英屬香港                        |
| 《超越遺忘》（1955年）       | Más allá del olvido                 | 雨果·德爾·卡里爾              | 阿根廷                          |
| 《森林中的日與夜》（1970年） | অরণ্যের দিনরাত্রি                         | 薩雅吉·雷                     | 印度                            |
| 《浮雲》（1955年）           | 浮雲                                | 成瀨巳喜男                    | 日本                            |
| 《愛是一條狗》（2000年）     | Amores perros                       | 阿利安卓·崗札雷·伊納利圖      | 墨西哥                          |
| 《魔幻三重奏》（1956年）     | Magirama (J'accuse)                 | 阿貝爾·岡斯 妮莉·卡普蘭       | 法國                            |
| 《梅露絲》（1935年）         | Merlusse                            | 馬瑟·巴紐                     | 法國                            |
| 《飛越杜鵑窩》（1975年）     | One Flew Over the Cuckoo's Nest     | 米洛斯·福曼                   | 美国                            |
| 《比賽領先》（1974年）       | La Course en tête                   | 喬爾·桑托尼                   | 法國、 比利时                   |
| 《怒犯天條》（1999年）       | Dogma                               | 凱文·史密斯                   | 美国                            |
| 《亂世兒女》（1975年）       | Barry Lyndon                        | 史丹利·庫柏力克               | 英国、 美国                     |
| 《烽火歲月誌》（1975年）     | وقائع سنين الجمر                    | 穆罕默德·拉卡達-哈米納        | 阿尔及利亚                      |
| 紀錄片                       |                                     |                               |                                 |
| 《大衛·林區：好萊塢的謎團》Ⓓ | David Lynch, une énigme à Hollywood | 史蒂芬·蓋茲                   | 法國                            |
| 《成為波·維德伯格》Ⓓ         | I Huvudet På                        | 喬恩·阿斯普 馬蒂亞斯·諾爾伯格 | 瑞典                            |
| 《我愛秘魯》Ⓓ                | I Love Peru                         | 拉斐爾·奎納 雨果·大衛         | 法國                            |
| 《我的母親珍》Ⓓ              | My Mom Jayne                        | 瑪莉絲卡·哈吉塔               | 美国                            |
| 《斯勞森娛樂公司》Ⓓ          | Slauson Rec                         | 里歐·路易斯·歐尼爾            | 美国                            |
| 《我要去維哥》Ⓓ              | Para Vigo me voy                    | 利里奧·費利拿 凱倫·哈利       | 巴西                            |
| 《注意你的言行》Ⓓ            | Dis pas de bêtises !                | 文森·格倫                     | 法國                            |
| 《我曾經愛過你》             | Moi qui t'aimais                    | 黛安娜·庫莉絲                 | 法國                            |

Ⓓ 表示為紀錄片，可角逐金眼睛獎。

### 海灘放映
以下電影被選為海灘放映：
| 中文片名                 | 原文片名                        | 導演            | 製作國             |
| ------------------------ | ------------------------------- | --------------- | ------------------ |
| 《隱藏的生活》（2019年） | A Hidden Life                   | 泰倫斯·馬利克   | 英国、 德国、 美国 |
| 《辣手神探》（1992年）   | 《辣手神探》（1992年）          | 吳宇森          | 英屬香港           |
| 《糟糕的打擊》（1961年） | Les Mauvais Coups               | 弗朗索瓦·賴托瑞 | 法國               |
| 《太陽浴血記》（1946年） | Duel in the Sun                 | 金·維多         | 美国               |
| 《金棕櫚傳奇》（2015年） | La Légende de la Palme d'or     | 亞歷克西斯·韋勒 | 法國               |
| 《日落大道》（1950年）   | Sunset Boulevard                | 比利·懷德       | 美国               |
| 《紅色木鴿》（1989年）   | Palombella rossa                | 南尼·莫瑞提     | 義大利             |
| 《芭杜》                 | Bardot                          | 亞蘭·貝利內     | 法國、 比利时      |
| 《天使之卵》（1985年）   | 天使のたまご                    | 押井守          | 日本               |
| 《親愛的》（1965年）     | Darling                         | 約翰·史勒辛格   | 英国               |
| 《安吉》                 | Ange                            | 東尼·葛里夫     | 法國               |
| 《飛越杜鵑窩》（1975年） | One Flew Over the Cuckoo's Nest | 米洛斯·福曼     | 美国               |
| 《大小通吃》（1963年）   | Mélodie en sous-sol             | 亨利·韋納伊     | 法國、 義大利      |

## 平行單元

### 導演雙週
以下電影被選定為導演雙週單元：
| 中文片名                   | 原文片名                                | 導演 | 製作國                          |
| 長片單元                   | 長片單元                                | 長片單元 | 長片單元                        |
| -------------------------- | --------------------------------------- | --- | ------------------------------- |
| 《親愛的恩佐》（開幕片）‡  | Enzo                                    | 羅賓·康皮洛 | 法國                            |
| 《死亡不存在》             | La Mort n'existe pas                    | 費利克斯·杜富爾-拉佩列耶                                                                                       | 加拿大、 法國                   |
| 《雪中的女孩》*            | L'engloutie                             | 路易絲·埃蒙 | 法國                            |
| 《被排斥的一代》*          | 見はらし世代                            | 団塚唯我 | 日本                            |
| 《總統的蛋糕》*            | مملكة القصب                             | 哈桑·哈迪 | 伊拉克、                        |
| 《願望成真》‡              | Bądź wola moja                          | 茱莉亞·科瓦斯基                                                                                                | 法國、 波蘭                     |
| 《狐步》*                  | La danse des renards                    | 瓦萊里·卡諾伊                                                                                                  | 法國、 比利时                   |
| 《鏡的第三樂章》           | Miroirs No. 3                           | 克里斯汀·佩佐                                                                                                  | 德国                            |
| 《鯊人魔》                 | Dangerous Animals                       | 西恩·柏恩 |                                 |
| 《國寶》                   |                                         | 李相日 | 日本                            |
| 《末日愛情》               | Amour apocalypse                        | 安娜·艾蒙 | 加拿大                          |
| 《幸運之路》*              | Lucky Lu                                | 洛依德·李·崔                                                                                                   | 美国                            |
| 《中產階級》               | Classe moyenne                          | 安東尼·寇迪耶                                                                                                  | 比利时、 法國                   |
| 《花漾少女殺人事件》*      | 《花漾少女殺人事件》*                   | 周璟豪 | 中国                            |
| 《不屈不撓》               | Indomptables                            | 湯瑪士·南吉喬爾                                                                                                | 喀麦隆、 法國                   |
| 《武裝部隊》Ⓓ              | Мілітантропос                           | 阿麗娜·戈洛娃 伊莉莎白·史密斯 西蒙·莫茲戈維                                                                    | 乌克兰、 奥地利、 法國          |
| 《欲望少女》*              | Les filles désir                        | 普林西亞·卡 | 法國                            |
| 《是的》                   | כן                                      | 那達夫·拉匹 | 法國、 以色列、 賽普勒斯、 德国 |
| 《寶貝對不起》（閉幕片）*‡ | Sorry, Baby                             | 伊娃·維克多 | 美国                            |
| 特別企劃                   |                                         | |                                 |
| 《塞阿拉工廠》             | La Factory des Cinéastes — Ceará-Brasil | 盧西亞娜·維埃拉 馬塞爾·貝爾特蘭 史黛拉·卡內羅 阿里·扎拉 貝爾納多·埃爾·阿比納德 莎朗·哈基姆 瓦拉 西凡·諾姆·西蒙 | 法國                            |
| 短片單元                   |                                         | |                                 |
| 《加一萬》                 | +10K                                    | 加拉·赫南德茲·羅培茲                                                                                           | 西班牙                          |
| 《羅因斯審判》             | Loynes                                  | 多利安·傑斯佩斯                                                                                                | 比利时                          |
| 《兩位女導演》             | Nervous Energy                          | 柳依依 | 美国                            |
| 《行走的麵包》             | Bread Will Walk                         | 艾力克斯·博亞                                                                                                  | 加拿大                          |
| 《魚之死》                 | La Mort du Poisson                      | 伊娃·盧斯巴羅尼安                                                                                              | 法國                            |
| 《藍色之心》               | Cœur Bleu                               | 薩繆爾·弗朗茨·蘇弗蘭                                                                                           | 海地                            |
| 《軀殼》                   | The Body                                | 路里斯·范德吉爾                                                                                                |                                 |
| 《滄海遺忘之前》‡          | Before the Sea Forgets                  | 黎玉維 | 越南                            |
| 《蠕蟲》                   | کرمش                                    | 阿里姆·布哈里                                                                                                  | 巴勒斯坦                        |
| 《雁南飛時》               | When the Geese Flew                     | 亞瑟·蓋伊 | 法國                            |

* 表示為導演的首部長片，可角逐金攝影機獎。
Ⓓ 表示為紀錄片，可角逐金眼睛獎。
‡ 表示為LGBT題材電影，可角逐酷兒棕櫚獎。

### 國際影評人週
以下電影被選定為國際影評人週單元：
| 中文片名                 | 原文片名                              | 導演                   | 製作國                      |
| 長片競賽                 | 長片競賽                              | 長片競賽               | 長片競賽                    |
| ------------------------ | ------------------------------------- | ---------------------- | --------------------------- |
| 《蘆葦蕩》*              | Rietland                              | 斯文·布雷塞爾          | 荷蘭、 比利时               |
| 《左撇子女孩》           | 《左撇子女孩》                        | 鄒時擎                 | 臺灣、 法國、 美国、 英国   |
| 《基卡》                 | Kika                                  | 阿列克斯·普金          | 比利时、 法國               |
| 《有用的鬼》*‡           | ผีใช้ได้ค่ะ                               | 林金偉                 | 泰國、 法國、 新加坡、 德国 |
| 《尼諾》*                | Nino                                  | 波利娜·洛克            | 法國                        |
| 《無夢之城》*            | Ciudad sin sueño                      | 吉列爾莫·加洛          | 西班牙、 法國               |
| 《近鄉記》Ⓓ              | Imago                                 | 丹尼·奧馬爾·皮特薩耶夫 | 法國、 比利时               |
| 特別展映（長片）         |                                       |                        |                             |
| 《為了亞當》（開幕片）   | L'intérêt d'Adam                      | 蘿拉·汪戴爾            | 比利时、 法國               |
| 《城郊獵艷》             | Baise-en-ville                        | 馬丁·喬瓦特            | 法國                        |
| 《愛的證明》*‡           | Des preuves d'amour                   | 愛麗絲·杜瓦爾          | 法國                        |
| 《星球》（閉幕片）       | Planètes                              | 瀨戶桃子               | 法國、 比利时               |
| 短片競賽                 |                                       |                        |                             |
| 《買賣》                 | Alișveriș                             | 瓦西里·托丁卡          | 羅馬尼亞                    |
| 《眼鏡》                 | 안경                                  | 鄭由美                 |                             |
| 《上帝很害羞》           | Dieu est timide                       | 喬絲琳·查爾斯          | 法國                        |
| 《電池供電》             | Donne Batterie                        | 卡門·勒魯瓦            | 法國                        |
| 《愛慾創世》‡            | Erogenesis                            | 贊德拉·波佩斯庫        | 德国                        |
| 《山羊！》‡              | கத்து!                                  | 阿南特·蘇布拉曼尼亞姆  | 马来西亚、 菲律賓、 法國    |
| 《緊急狀況》             | Критичний Становище                   | 米拉·日盧克堅科        | 德国                        |
| 《礦脈》                 | L'mina                                | 蘭達·馬魯菲            | 摩洛哥、 法國、 義大利、    |
| 《無限森巴》             | Samba Infinito                        | 萊昂納多·馬丁內利      | 巴西、 法國                 |
| 《奇幻牆》               | Wonderwall                            | 羅伊辛·伯恩斯          | 法國、 英国                 |
| 特別展映（短片）         |                                       |                        |                             |
| 《針織購物袋裡的橡皮頭》 | Eraserhead dans un Filet à Provisions | 莉莉·科斯              | 保加利亚                    |
| 《禁止溜冰！》           | No skate!                             | 吉爾·賽拉              | 法國                        |
| 《賦格曲》               | Une Fugue                             | 安尼斯·巴通            | 法國                        |

* 表示為導演的首部長片，可角逐金攝影機獎。
Ⓓ 表示為紀錄片，可角逐金眼睛獎。
‡ 表示為LGBT題材電影，可角逐酷兒棕櫚獎。

### ACID
以下電影被選定為ACID單元：
| 中文片名                | 原文片名                            | 導演                                      | 製作國                 |
| ----------------------- | ----------------------------------- | ----------------------------------------- | ---------------------- |
| 《奇遇》                | L'Aventura                          | 蘇菲·利托尼                               | 法國                   |
| 《黑蛇》                | Culebra Negra                       | 奧雷利安·華奈斯-勒穆西奧                  | 法國、 哥伦比亚、 巴西 |
| 《醉酒麵條》‡           | Drunken Noodles                     | 路奇歐·卡斯楚                             | 美国、 阿根廷          |
| 《交界處》              | Entroncamento                       | 佩德羅·卡貝萊拉                           | 葡萄牙、 法國          |
| 《風中的勞倫特》‡       | Laurent dans le vent                | 安東·巴勒基揚 利奧·庫圖爾 馬泰奧·歐斯塔洪 | 法國                   |
| 《永不熄滅的光》*       | Jossain on valo joka ei sammu       | 勞里-馬蒂·帕佩                            | 芬兰、 挪威            |
| 《昏夜——我非稚子乎？》  | Nuit obscure – "Ain't I a Child?"   | 西爾萬·喬治                               | 法國、 瑞士、 葡萄牙   |
| 《把靈魂放在掌上前行》Ⓓ | Put Your Soul on Your Hand and Walk | 塞比德·法爾西                             | 法國、 巴勒斯坦、 伊朗 |
| 《西哈姆之後的生活》Ⓓ   | La vie après Siham                  | 納米爾·阿卜杜勒·馬西赫                    | 法國、 埃及            |

* 表示為導演的首部長片，可角逐金攝影機獎。
Ⓓ 表示為紀錄片，可角逐金眼睛獎。
‡ 表示為LGBT題材電影，可角逐酷兒棕櫚獎。

## 獎項

### 官方獎項[36]
正式競賽
- 金棕櫚獎：《只是一場意外》－ 賈法·潘納希
- 評審團大獎：《情感的價值》－ 尤沃金·提爾
- 最佳導演獎：克雷伯·曼東沙·費侯 －《秘密特工（葡萄牙语：O Agente Secreto）》
- 最佳男演員獎：華格納·莫拉 －《秘密特工（葡萄牙语：O Agente Secreto）》
- 最佳女演員獎：娜蒂亞·梅利提 －《最小的女兒（法语：La Petite Dernière）》
- 最佳劇本獎：尚-皮耶·達頓、盧·達頓 －《年轻母亲之家》
- 評審團獎：
  - 《穿越地獄之門》－ 奧利佛·勒賽（西班牙语：Óliver Laxe）
  - 《望向太陽》－ 瑪莎·席林斯基（德语：Mascha Schilinski）
- 評審團特別獎：《狂野時代》－ 畢贛

金攝影機獎
- 金攝影機獎：《總統的蛋糕（阿拉伯语：مملكة القصب）》－ 哈桑·哈迪
- 特別提及：《父影之下（英语：My Father's Shadow）》－ 阿基諾拉·戴維斯（英语：Akinola Davies Jr.）

短片競賽
- 短片金棕櫚獎：《我很高興你現在已經死了（英语：I'm Glad You're Dead Now）》－ 塔菲克·伯罕（阿拉伯语：توفيق برهوم）
- 特別提及：《阿里（英语：Ali (2025 film)）》－ 阿德南·阿爾·拉吉夫（英语：Adnan Al Rajeev）

一種注目
- 最佳影片：《佛朗明哥的神秘眼神（西班牙语：La misteriosa mirada del flamenco）》－ 迪亞哥·塞斯佩德斯（西班牙语：Diego Céspedes）
- 評審團獎：《詩人（西班牙语：Un poeta）》－ 西門·梅薩·索托（西班牙语：Simón Mesa Soto）
- 最佳導演獎：阿拉伯·納賽爾（英语：Tarzan and Arab Nasser）、泰山·納賽爾（英语：Tarzan and Arab Nasser） －《加薩往事（英语：Once Upon a Time in Gaza）》
- 最佳男演員獎：法蘭克·迪蘭 －《街頭頑童》
- 最佳女演員獎：克萊奧·迪亞拉（葡萄牙语：Cleo Diára） －《笑刃荒途（法语：Le Rire et le Couteau）》
- 最佳劇本獎：哈利·萊頓（英语：Harry Lighton） －《後座（英语：Pillion (film)）》

榮譽金棕櫚
- 榮譽金棕櫚獎：罗伯特·德尼罗[37]、丹泽尔·华盛顿[38]

電影基石
- 首獎：《初夏》－ 許佳英
- 二獎：《升旗手》－ 瞿之正
- 三獎：
  - 《薑汁男孩》－ 田中未來
  - 《三月凜冬》－ 娜塔莉亞·米爾佐揚

沉浸式競賽
- 最佳沉浸式作品獎：《來自塵埃》－ 米歇爾·范德亞（荷兰语：Michel van der Aa）

### 會外獎項
費比西獎
- 正式競賽：《秘密特工（葡萄牙语：O Agente Secreto）》— 克雷伯·曼東沙·費侯
- 一種注目：《街頭頑童》－ 哈里斯·迪金森
- 平行單元：《星球（法语：Planètes (film)）》－ 瀨戶桃子（影評人週）

天主教人道精神獎
- 天主教人道精神獎（法语：Prix du jury œcuménique du Festival de Cannes）：《年轻母亲之家》－ 尚-皮耶·達頓、盧·達頓

導演雙週
- 觀眾票選獎：《總統的蛋糕（阿拉伯语：مملكة القصب）》－ 哈桑·哈迪
- 歐洲電影院獎（法语：Label Europa Cinemas）：《狐步》－ 瓦萊里·卡諾伊
- SACD獎（法语：Prix SACD）：瓦萊里·卡諾伊 －《狐步》
- 金馬車獎（法语：Carrosse d'or）：陶德·海恩斯[39]

國際影評人週
- 影評人週大獎（法语：Grand prix de la Semaine de la critique）：《有用的鬼》－ 林金偉
- 評審團法式觸動獎：《近鄉記》－ 丹尼·奧馬爾·皮特薩耶夫
- 明日之星獎：西奧多·佩爾蘭（法语：Théodore Pellerin） －《尼諾》
- 短片發現獎：《礦脈》－ 蘭達·馬魯菲（法语：Randa Maroufi）
- 發行資助獎：Le Pacte（法语：Le Pacte (entreprise)）（發行商）－ 《左撇子女孩》－ 鄒時擎
- SACD獎（法语：Prix SACD du Festival de Cannes）：吉列爾莫·加洛、維克多·阿隆索-伯貝爾 －《無夢之城》
- Canal+短片獎：《愛慾創世》－ 贊德拉·波佩斯庫

金眼睛獎
- 金眼睛獎：《近鄉記》－ 丹尼·奧馬爾·皮特薩耶夫
- 評審團特別獎：《六十億美元的男人（英语：The Six Billion Dollar Man）》－尤金·賈瑞奇（英语：Eugene Jarecki）

酷兒棕櫚獎
- 酷兒棕櫚獎：《最小的女兒（法语：La Petite Dernière）》－ 阿弗西娅·埃尔齐（法语：Hafsia Herzi）
- 短片酷兒棕櫚獎：《山羊！（英语：Bleat!）》－ 阿南特·蘇布拉曼尼亞姆

法蘭索瓦·夏萊獎
- 法蘭索瓦·夏萊獎（法语：Prix François-Chalais）：《國家公訴人（乌克兰语：Два прокурори）》－ 瑟蓋·洛茲尼察

坎城原聲帶獎
- 原聲帶獎：康定·雷（法语：Kangding Ray） －《穿越地獄之門》

高等技術委員會獎
- CST藝術家技術員獎：魯賓·因米潘思（法语：Ruben Impens）（攝影指導）、史蒂芬·蒂埃博（法语：Stéphane Thiébaut）（混音）－《阿爾法》
- CST青年電影技術員獎：艾潘妮·莫蒙索（法语：Éponine Momenceau）（攝影指導）－《康尼馬拉（法语：Connemara (film, 2025)）》

狗狗金棕櫚獎
- 狗狗金棕櫚獎（法语：Palme Dog）：Panda －《留存的愛》
- 評審團大獎：Pipa & Lupita －《穿越地獄之門》

蕭邦獎
- 蕭邦最具潛質演員獎（法语：Trophée Chopard）：
  - 芬恩·班尼特（英语：Finn Bennett）
  - 馬里·科隆博（法语：Marie Colomb）

公民權益獎
- 公民權益獎：《只是一場意外》－ 賈法·潘納西

法國藝術院線聯盟電影藝術與隨筆獎
- 法國藝術院線聯盟電影藝術與隨筆獎：《秘密特工（葡萄牙语：O Agente Secreto）》— 克雷伯·曼東沙·費侯
- 特別提及：《穿越地獄之門》－ 奧利佛·勒賽（西班牙语：Óliver Laxe）

積極電影獎
- 積極電影獎：《年輕母親之家》－ 尚-皮耶·達頓、盧·達頓

生態產品獎
- 生態產品獎：《年輕母親之家》－ 尚-皮耶·達頓、盧·達頓

皮埃爾·安熱尼尤獎
- 皮埃爾·安熱尼尤獎：狄昂·畢比（英语：Dion Beebe）

## 外部連結
- 官方网站